# Pelargoderus marginipennis
Pelargoderus marginipennis är en skalbaggsart som beskrevs av Conrad Ritsema 1895. Pelargoderus marginipennis ingår i släktet Pelargoderus och familjen långhorningar. Inga underarter finns listade i Catalogue of Life.